# 리데르커르크

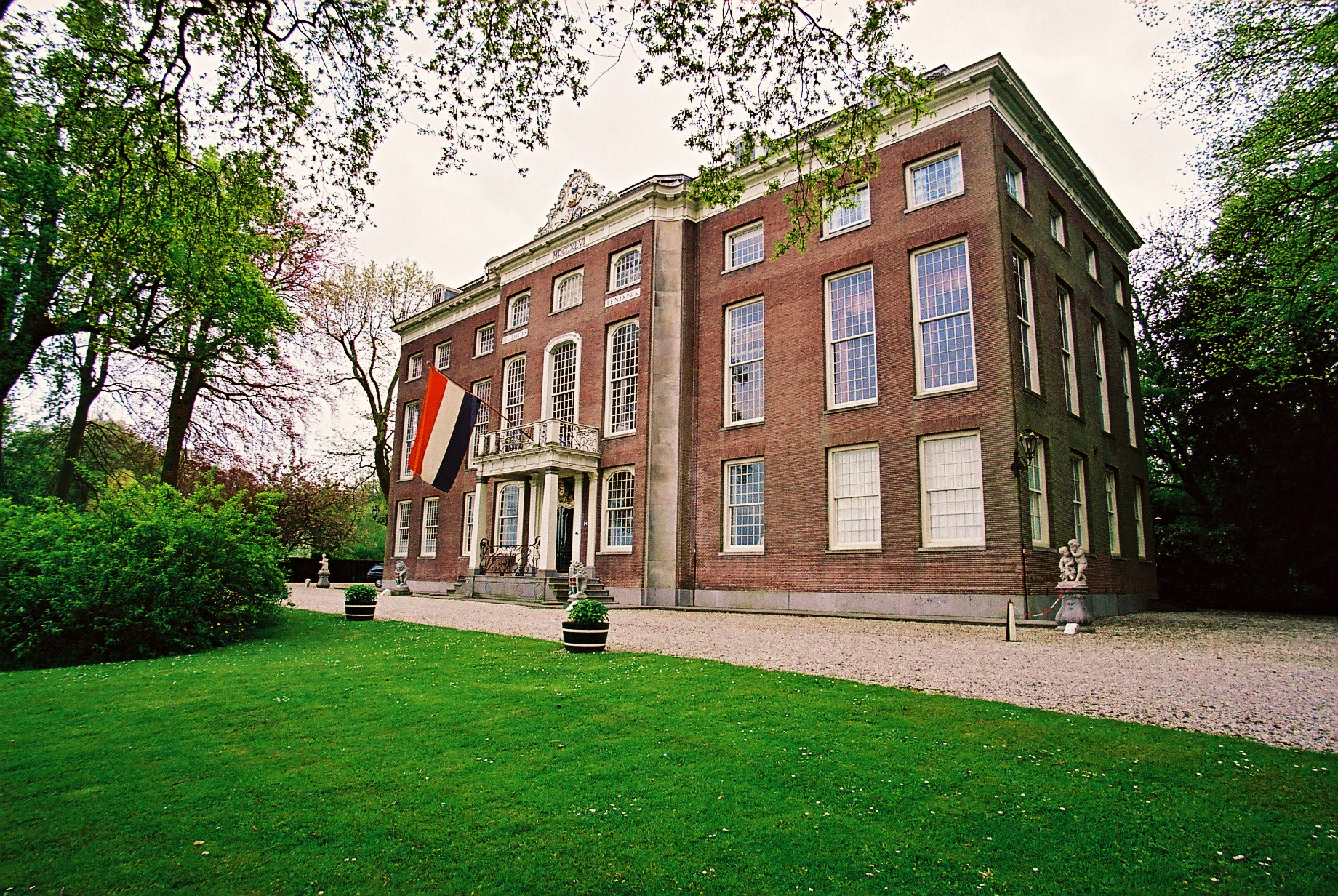
리데르커르크

리데르커르크의 위치

리데르커르크(네덜란드어: Ridderkerk)는 네덜란드 서부 자위트홀란트주의 도시로 면적은 25.26km2, 높이는 -1m, 인구는 45,204명(2017년 2월 기준), 인구 밀도는 1,904명/km2이다.

시기
시 문장